# Luiz Carlos Travaglia
Luiz Carlos Travaglia é um linguista brasileiro conhecido por seus trabalhos em linguística textual e ensino de língua materna. É Professor Titular do Instituto de Letras e Linguística da Universidade Federal de Uberlândia. Em 2009, recebeu a Medalha Isidoro de Sevilha do Círculo Fluminense de Estudos Filológicos e Linguísticos; em 2014, seu livro Na trilha da gramática ficou em terceiro lugar na categoria de educação no Prêmio Jabuti.